# 軍神ちゃんとよばないで
『軍神ちゃんとよばないで』（ぐんしんちゃんとよばないで）は、柳原満月による日本の4コマ漫画作品。『まんがタイムファミリー』（芳文社）2013年9月号から11月号までゲスト扱いで連続掲載。その後、同誌で2014年3月号から休刊号である2018年5月号まで本格連載された。その後『まんがタイム』（同）に移籍し、2018年5月号から2022年3月号まで連載された。また、スピンオフ作品『ここから風林火山』が『まんがタイムオリジナル』（同）2016年6月号より2019年5月号まで掲載された。
上杉謙信女性説を元に、ウザカワニートで、だらしなカワイイ上杉謙信の姿を描く。彼女をはじめ、登場人物の多くは大幅な拡大解釈やアレンジが施されているものの、物語の大筋としては史実に沿ったものとなっている。

## 登場人物

### 主人公と親族
上杉謙信虎千代
越後国を治める春日山城のお姫様。ぐうたらでひきこもりで人見知り、風呂と昼寝とお酒が大好き。兄である晴景になついている。貧乳がコンプレックスとなっている模様。後の越後銘菓「笹だんご」は彼女の自信作。源氏物語に憧れている。
戦に出るのを嫌がり、戦場でもほぼ何もしていないが、運と偶然と家臣の活躍にて全戦全勝を誇り、周囲の勘違いから「軍神」「毘沙門天の化身」「虎のような若武者」などと噂される。周囲の成り行きに流されるまま、国内の反乱分子を鎮め、兄から家督を譲られ、甲斐国の武田軍と戦を始める。
乗馬の心得はなかったが、柿崎から手ほどきを受けて以降、放生月毛に乗るようになった。
放生月毛（ほうしょうつきげ）
虎千代の愛馬である白馬。本来は人を乗せるのを嫌がる暴れ馬なのだが、虎千代の尻の感触が気に入ったようで、彼女にのみ大人しく従っている。

晴景
越後国の国主。虎千代の兄。病弱だが真面目で優れた為政者。
妹である虎千代のだらしなさに手を焼き、林泉寺 に預けたり、三条長尾氏の謀反鎮圧を命じたりと手を尽くす。後に山本勘助の策略により虎千代と敵対しかけるが、誤解が解けた後は虎千代に家督を譲り、隠居する。
隠居後、それまでの無理が祟って急速に体調を崩す。もう一人の妹・綾と虎千代の確執を知りつつも、彼女たちの和解を予言し、息を引き取った。
綾
虎千代の姉で晴景の妹。虎千代とは対照的な、勝気で派手好きな巨乳美女。幼少のころから虎千代を見下し、横暴にふるまってきた。政略結婚として政景のもとに嫁ぎ、作中では坂戸城で暮らしている。
国主の座を受け継いだ虎千代に従うことを良しとせず、政景と共に反乱を起こすも、城を攻め落とされて降伏し、後の会談で和解した。虎千代が留守の間、春日山城の留守番を引き受けている。
長尾政景
綾の夫。頼りなげな風貌で存在感が薄く、「綾さんがそう言うなら」が口癖。兵からも「大将は綾様」と言われる始末だが、虎千代の器を認め綾を諭す心の強さを秘めている。居合術の達人でもある。

### 虎千代の家臣
金津新兵衛
口ひげを生やした恰幅の良い老人。幼少時より虎千代の世話をしており、そのだらしなさに晴景同様手を焼いている。
小島弥太郎
ツノの生えた鉢金を身につけた青年。得物は長尺の棍棒。
元は雑兵だったが「鬼小島」と渾名されるほどの勇猛さを誇り、虎千代の初陣・三条長尾氏討伐にて大将首討ち取りと五十人斬りの功績を挙げ、虎千代の側仕えに取り立てられた。その忠義は虎千代個人に向けられており、新兵衛たちの手を焼かせることもある。
宇佐美定満
琵琶島城の城主。険のある顔つきをした細身の老人。旗印はウサギの頭部をかたどったもの。
中立派の立場を貫き、国主である晴景に反発を繰り返す、老獪で油断ならない人物。しかし虎千代との会談で彼女の器を認め、忠誠を誓った。その後も彼女の人心掌握術や兵法に感銘を受け、誤解を深め続けている。
柿崎景家
逆立った短髪に、顔に横一文字の傷跡を持つ筋肉質な大男。旗印は史実通り柿をかたどったものだが、逆さくらげや蕪と勘違いされることも多い。
大儀や信条を持たず、ただ強い相手と戦うことのみを望む体育会系の脳筋。槍の名手だが、戦場においても猪突猛進を繰り返し、野戦では滅法強いが策略には弱い。
黒田秀忠の甥と言うこともあって、以前は黒田と共に行動をしていたが、宇佐美によって虎千代の家臣へと取り込まれ、勝手に「上杉四天王」を名乗るようになった。
直江実綱
春日山城の譜代の家臣。大きなアフロヘアーに、短いどじょうひげを生やした武士口調の男。
奇矯な髪型に加え、好色家（巨乳好き）を公言して憚らない変人だが、策謀に長けた戦術家でもある。戦場でも前線に出るものの、内政や外交の方が得手であると自称している。
自らの愛欲ぶりを現す「愛」の一文字を掲げた兜を作らせたが、虎千代たちの反発に遭い、自分が使用することは断念。しかし将来、跡継ぎができたら譲るつもりでいる。
北条高広
北条城城主。リーゼントの髪型に、白い学生服を羽織り腹にさらしを巻いたヤンキーのような男性。家名の「北条（きたじょう）」が北条氏（ほうじょうし）と紛らわしいため、「たかひろ」と呼ばれている。
威勢が良く見栄っ張りだが、その実は極端な小心者。しかしその様子が母性本能をくすぐり、また命を張って家来を守ろうとするなど漢気も備えているため、人望は厚い。
武田軍に調略され虎千代に反旗を翻すも、恐れをなして開戦に至る前に降伏。お咎めは無かったものの、虎千代への忠誠心を疑われているのではないかという強迫観念に囚われ、恐怖に泣き叫びながらも戦に駆り出されている。

### 武田家
武田信玄晴信
甲斐国を支配する武田軍の総大将。袈裟を着けた長髪の青年。ややナルシスト気味で女遊びが好き。
善光寺付近の山中で偶然虎千代と出会って以来、互いの素性に気づかぬまま惹かれ合い、川中島の戦いの度に逢瀬を重ねている。
スピンオフ作品『ここから風林火山』では主役を務めている。
山本勘助
武田軍の軍師。白い髪に隻眼の少年のような姿から「異形の軍師」と呼ばれる。他人の不幸を眺めるのが好きという底意地の悪い性格。高いところが苦手だが、他人を見下ろすのが好きなのでよく樹上などに登りたがる。特技は声帯模写。
外見こそ童子のようだが、武田軍幹部の中では最年長者（髪が白いのも老齢によるもの）。幼少期に村が戦で焼かれた際に左目を失い、独学で兵法を学びつつ全国を巡っていたところを、晴信に拾われたという。
しばらく越後に身を置き、晴景と虎千代を潰し合わせる謀略と、虎千代の人物調査を平行して行っていたが、いずれも失敗。武田軍に戻って戦の準備を始める。
真田幸隆
武田軍の家臣の一人。真田六連銭の鎧兜を身につけた武者。
自作の意味不明な諺らしきものを度々引用するが、根は真面目な性格のようで、勘助の性格の悪さに振り回されている。昌信に対抗して「攻め弾正」を名乗っている。
高坂弾正昌信
武田軍の騎馬大将。少女のような顔つきにツインテールの髪型で、語尾に「デス」または「デース｣とつける癖がある。勘助や兵からは「お嬢」と呼ばれる。
可愛らしい容姿に似合わず好戦的で血の気の多い性格で、自らが男であることを事ある毎に強調する。その髪型も、男らしさの象徴である髷を二倍にしたものだという。撤退戦を得意とし、勘助から「逃げ弾正」の称号を贈られている。
保科正俊
武田軍の家臣の一人。面頬を着けた武者。
武骨で実直な性格。口癖は「おれは武人ゆえ」。「槍弾正」を自称する槍の達人で、多数の槍を投擲するなどの戦法を操る。

### その他
毘沙門天
虎千代の守護神。あらゆる魔を祓う力を持つとされる軍神。
デフォルメされた像の姿で虎千代の夢枕に立ち、度々助言を与えているが、虎千代からは蔑ろにされている。
黒田秀忠
越後国の黒滝城城主。だるまのような顔つきの中年男性。野心家だが小心者で下劣な性格。
越後国の覇権を狙い、二度にわたり晴景に反乱を起こすも敗退。甥である柿崎にも裏切られ、斬首刑に処せられた。
村上義清
信濃国の葛尾城城主。柿崎に匹敵する筋肉質の大男。
自らを乙女と称するオカマにして男色家。虎千代のことを自分と同類だと勘違いしている。信濃きっての槍の名手とされ、戦場では槍衾戦法を振るう。
真田幸隆率いる武田軍に城を攻め落とされたが、春日山城に身を寄せ客将となり奪還。虎千代に深い恩義を感じ、今後も協力を誓った。
足利義輝
幕府将軍。サルのような顔つきの男性。刀を4本背負っている。長宗我部氏から献上されたという大猿を飼っている。
近年、幕府が権威を失いつつあることを嘆いており、上洛してきた虎千代に好ましい感情を抱く。
加藤段蔵
甲賀出身の忍者。道化師（クラウン）のような黒装束を身に着けた、少年とも青年とも映る風貌の男性。自称「飛び加藤」。
軽薄で陽気な性格。一瞬にして牛一頭を消し去る「呑牛の術」の他、火吹きやジャグリングなど数々の「忍術」を操る。似顔絵も得意。
春日山城と武田軍に相次いで仕官するも、お調子者の性格が災いして両方とも失敗した。

## 商業的評価
週間単行本売り上げランキングCOMIC ZIN調べで、単行本第6巻が2019年8月5日から8月11日までで第8位、単行本第8巻が2021年6月7日から6月13日までで第10位を獲得した。

## 書誌情報
- 柳原満月『軍神ちゃんとよばないで』 芳文社〈まんがタイムコミックス〉、全9巻
  1. 2015年3月22日発行（2015年3月7日発売[8]）、ISBN 978-4-8322-5368-1
  2. 2015年12月22日発行（2015年12月7日発売[8]）、ISBN 978-4-8322-5443-5
  3. 2016年11月22日発行（2016年11月7日発売[8]）、ISBN 978-4-8322-5532-6
  4. 2017年9月22日発行（2017年9月7日発売[8]）、ISBN 978-4-8322-5623-1
  5. 2018年10月20日発行（2018年10月5日発売[8]）、ISBN 978-4-8322-5720-7
  6. 2019年8月22日発行（2019年8月7日発売[8]）、ISBN 978-4-8322-5759-7
  7. 2020年7月22日発行（2020年7月7日発売[8]）、ISBN 978-4-8322-5795-5
  8. 2021年6月22日発行（2021年6月7日発売[8]）、ISBN 978-4-8322-5832-7
  9. 2022年4月22日発行（2022年4月7日発売[8]）、ISBN 978-4-8322-5862-4
- 柳原満月『ここから風林火山』 芳文社〈まんがタイムコミックス〉、全2巻
  1. 2017年12月22日発行（2017年12月7日発売[9][10]）、ISBN 978-4-8322-5651-4
  2. 2019年8月22日発行（2019年8月7日発売[10]）、ISBN 978-4-8322-5760-3